# Labeo rectipinnis
Labeo rectipinnis és una espècie de peix cipriniforme de la família dels ciprínids.

## Morfologia
Els mascles poden assolir els 10,2 cm de longitud total.

## Distribució geogràfica
Es troba al riu Congo.